# Cuarenta y nueve
El cuarenta y nueve (49) es el número natural que sigue al cuarenta y ocho y precede al cincuenta.

## Propiedades matemáticas
- Es un número compuesto, que tiene los siguientes factores propios: 1 y 7.
- Es un pseudoprimo de Somer basado en el 8.
- Es el cuadrado de 7.
- Un número semiprimo.

## Características
- 49 es el número atómico del indio.

- Datos: Q712758
- Multimedia: 49 (number) / Q712758